# Льнозавод (Калузька область)
Льнозавод (рос. Льнозавод) — село в Ізносковському районі Калузької області Російської Федерації.
Населення становить 187 осіб. Входить до складу муніципального утворення Село Льнозавод.

## Історія
Від 2004 року входить до складу муніципального утворення Село Льнозавод

## Населення
| 2002 | 2010 |
| ---- | ---- |
| 171  | ↗187 |